# Stazione di Ladispoli-Cerveteri
La stazione di Ladispoli-Cerveteri è una stazione ferroviaria ubicata lungo la ferrovia Tirrenica.
Sita nel centro abitato di Ladispoli, serve anche il limitrofo comune di Cerveteri.

## Storia
La stazione, in origine denominata "Cerveteri-Ladispoli", fu attivata il 15 giugno 1939, in sostituzione della precedente stazione di Ladispoli sita sulla diramazione Palo-Ladispoli contestualmente soppressa per volontà del regio decreto del 16 giugno 1938 per la rimodulazione del traffico della linea Roma-Civitavecchia-Pisa-Livorno. L'allora fermata divenne stazione solo nell'agosto del 1974 con successivo ampliamento dei binari.
L'11 dicembre 2005 assunse la nuova denominazione di "Ladispoli-Cerveteri".

## Strutture e impianti
La stazione dispone di un fabbricato viaggiatori che ospita la biglietteria Trenitalia ed il bar. È dotata di cinque binari passanti utilizzati per il servizio viaggiatori.

## Movimento
Nella stazione fermano tutti i treni regionali che vi transitano. Le destinazioni sono Civitavecchia, Grosseto, Montalto di Castro, Pisa, Roma Tiburtina, Roma Ostiense, Ponte Galeria e Roma Termini.
Con l'orario invernale 2015 è stata attivata, per i giorni feriali, una coppia di treni regionali da e per Ponte Galeria.
La tipica offerta nelle ore di morbida dei giorni lavorativi è di un treno ogni 30 minuti per Roma Termini e Civitavecchia, un treno ogni ora per Grosseto ed uno ogni due ore per Pisa.
Nella fascia mattutina di punta, ogni mezz'ora circa, dalla stazione di Ladispoli-Cerveteri partono dei treni di rinforzo in direzione di Roma.

## Servizi
La stazione dispone di:
- Biglietteria a sportello
- Biglietteria automatica
- Bar
- Servizi igienici
- Sala d'attesa

## Interscambi
La stazione offre i seguenti interscambi:
- Fermata autobus
- Stazione taxi